# Ivan Bučko
Ivan Bučko (in ucraino Іван Бучко?; Hermaniv, 1º ottobre 1891 – Roma, 21 settembre 1974) è stato un arcivescovo cattolico ucraino della Chiesa greco-cattolica ucraina.

## Biografia
Ivan Bučko nacque nel villaggio di Hermaniv il 1º ottobre 1891. Hermaniv si trova in Galizia e all'epoca faceva parte dell'Impero austro-ungarico, mentre oggi fa parte dell'oblast' di Leopoli. Suo padre Hrihoryj era impiegato ed ebbe una grande influenza sulla formazione e sul carattere del figlio.

### Formazione e ministero sacerdotale
Nel 1910 o nel 1911 si diplomò al ginnasio di Leopoli. Dal 1911 al 1915 compì gli studi per il sacerdozio a Roma.
Il 21 febbraio 1915 fu ordinato presbitero dal vescovo Lazzaro Mladenoff. Durante la prima guerra mondiale dovette lasciare Roma e trasferirsi nel seminario ucraino in Kroměříž, in Moravia, a causa delle ostilità tra il suo paese e il Regno d'Italia.
Nel 1921 o l'anno successivo difese la sua tesi di dottorato in sacra teologia a Roma. Poco dopo divenne rettore del seminario minore ucraino di Roma e insegnante di teologia dogmatica. Dal 1922 al 1929 fu rettore del seminario minore di Leopoli e professore di greco al seminario teologico della stessa città.

### Ministero episcopale
Il 16 settembre 1929 il sinodo della Chiesa greco-cattolica ucraina lo elesse vescovo ausiliare di Leopoli degli Ucraini e titolare di Cadi. Ricevette l'ordinazione episcopale il 20 ottobre successivo nella chiesa dei Santi Sergio e Bacco a Roma dall'arcieparca di Leopoli degli Ucraini Andrej Szeptycki, co-consacranti l'eparca di Stanislaviv Hryhoryj Chomyšyn e quello di Przemyśl, Sambor e Sanok Josafat Kocylovs'kyj. Da quel momento fu il braccio destro di monsignor Andrej Szeptycki e lo sostenne in molte questioni importanti.
Gli anni '30 furono caratterizzati da molte attività sociali. Fu uno degli organizzatori del congresso della "Gioventù cristiana ucraina" del 1933 e partecipò attivamente ai lavori del sinodo, a congressi internazionali e ad altri eventi. Si oppose attivamente al regime occupazionale della Seconda Repubblica Polacca nell'Ucraina occidentale, al nazismo, al comunismo e all'antisemitismo. Nel 1938 guidò la delegazione ucraina al 34º congresso eucaristico di Budapest.
Nell'agosto del 1939 visitò gli insediamenti ucraini nell'America Meridionale. Pochi mesi dopo divenne parroco della parrocchia di San Giura a New York e assistente del vescovo Konštantín Bohačevskyj. Il 17 aprile 1940 venne nominato vescovo ausiliare dell'esaracato apostolico degli Stati Uniti d'America. Fu anche sincello per la zona di Filadelfia e parroco a New York. Nel novembre del 1941, ritornò in Europa sperando di arrivare a Leopoli, ma si stabilì a Roma presso il Pontificio collegio ucraino di San Giosafat. Nel 1942 venne nominato rappresentante presso la Santa Sede della Chiesa greco-cattolica ucraina. Nel 1945, dopo l'arresto da parte dei bolscevichi dell'intero episcopato, monsignor Bučko rimase l'unico rappresentante della Chiesa greco-cattolica ucraina in Europa. Il 28 luglio dello stesso anno rinunciò al suo ufficio di vescovo ausiliare. In quei mesi fondò il Comitato ucraino di assistenza a Roma.
Il 27 aprile 1953 papa Pio XII lo nominò arcivescovo titolare di Leucade e visitatore apostolico per i fedeli della Chiesa greco-cattolica ucraina in Europa occidentale. Assunse quindi la cura spirituale degli esuli dal regime bolscevico. In questo campo si dimostrò un padre spirituale e un protettore del suo gregge, non solo come arcivescovo, ma come cittadino e patriota consapevole. Avendo legami con individui influenti e accesso diretto a papa Pio XII riuscì a proteggere i suoi figli spirituali dal rimpatrio violento e cercò di fornire assistenza materiale soprattutto ai bambini e alle persone deboli. Grazie ai suoi sforzi, molti sfollati dei campi ottennero il permesso di stabilirsi in Europa e in America. Monsignor Bučko si preoccupò anche della situazione dei soldati ucraini della 14. Waffen-Grenadier-Division der SS, i cui soldati erano nel campo di prigionia di Rimini, sotto custodia britannica. Stalin aveva infatti invitato il governo britannico a estradarli in Unione Sovietica dove sarebbero stati processati per tradimento. Quando la minaccia divenne più concreta, monsignor Bučko visitò nottetempo il pontefice e gli chiese di esercitare la sua influenza per non consegnare molti giovani a morte certa. Più tardi, grazie ai suoi sforzi, molti giovani ragazzi furono liberati e poterono riprendere gli studi universitari e ricevere borse di studio. Partecipò al Concilio Vaticano II.
Fu membro onorario della società scientifica "T. Ševčenko" e fondatore del suo centro a Sarcelles. Ottenne una laurea honoris causa dalla Libera Università Ucraina e dall'Istituto tecnico economico ucraino di Monaco di Baviera.
Il 29 novembre 1971 papa Paolo VI accettò la sua rinuncia all'incarico per raggiunti limiti di età.
Morì a Roma il 21 settembre 1974. È sepolto nella cripta della basilica di Santa Sofia a Roma.

## Genealogia episcopale e successione apostolica
La genealogia episcopale è:
- Patriarca Geremia II Tranos
- Arcivescovo Michal Rahoza
- Arcivescovo Hipacy Pociej
- Arcivescovo Iosif Rucki
- Arcivescovo Antin Selava
- Arcivescovo Havryil Kolenda
- Arcivescovo Kyprian Žochovs'kyj
- Arcivescovo Lev Zaleski
- Arcivescovo Jurij Vynnyc'kyj
- Arcivescovo Luka Lev Kiszka
- Vescovo György Bizánczy
- Vescovo Inocențiu Micu-Klein, O.S.B.M.
- Vescovo Mihály Emánuel Olsavszky, O.S.B.M.
- Vescovo Vasilije Božičković, O.S.B.M.
- Vescovo Grigore Maior, O.S.B.M.
- Vescovo Ioan Bob
- Vescovo Samuel Vulcan
- Vescovo Ioan Lemeni
- Arcivescovo Spyrydon Lytvynovyč
- Arcivescovo Josyf Sembratowicz
- Cardinale Sylwester Sembratowicz
- Arcivescovo Julian Kuiłovskyi
- Arcivescovo Andrej Szeptycki, O.S.B.M.
- Arcivescovo Ivan Bučko

La successione apostolica è:
- Vescovo Janko Šimrak (1942)
- Vescovo Čėslaŭ Sipovič, M.I.C. (1960)
- Vescovo Andrés Sapelak, S.D.B. (1961)
- Arcivescovo Myroslav Marusyn (1974)